# Colegio Sudafricano de Música
El Colegio Sudafricano de Música (en inglés: South African College of Music) es un departamento de la Facultad de Humanidades de la Universidad de Ciudad del Cabo, Sudáfrica. Se encuentra ubicado en el Campus de la Universidad en Rondebosch, Ciudad del Cabo. El Colegio sudafricano de Música ofrece formación en una amplia gama de instrumentos de orquesta, piano, voz, música africana y  jazz. El Colegio cuenta con varios conjuntos de cuerdas, viento, jazz y  de percusión, así como coros, una orquesta sinfónica y una big band. Además la Escuela de Opera presenta anualmente una temporada de representaciones de ópera. fue fundada por un grupo de músicos liderados por Madame Apolline Niay-Darroll y abrió sus puertas en 1910 en la calle Strand, Ciudad del Cabo, con seis estudiantes. En 1912 el Sr. William Henry Bell fue nombrado Director y, en 1914, el SACM se trasladó a un local más amplio en Stal Plein.